# Mason (Tennessee)
Mason is een plaats (town) in de Amerikaanse staat Tennessee, en valt bestuurlijk gezien onder Tipton County.

## Demografie
Bij de volkstelling in 2000 werd het aantal inwoners vastgesteld op 1089.
In 2006 is het aantal inwoners door het United States Census Bureau geschat op 1163, een stijging van 74 (6,8%).

## Geografie
Volgens het United States Census Bureau beslaat de plaats een oppervlakte van
3,3 km², geheel bestaande uit land. Mason ligt op ongeveer 95 m boven zeeniveau.

## Plaatsen in de nabije omgeving
De onderstaande figuur toont nabijgelegen plaatsen in een straal van 20 km rond Mason.